# Entelecara congenera
Entelecara congenera là một loài nhện trong họ Linyphiidae. Chúng được Octavius Pickard-Cambridge miêu tả năm 1879.